# چارلز دی واکر
چارلز دیوید واکر (به انگلیسی: Charles David Walker) فضانورد اهل کشور ایالات متحده آمریکا است که در ۱۹۴۸ میلادی در بدفورد، ایندیانا زاده شد. وی در مأموریت اس‌تی‌اس-۴۱-دی، اس‌تی‌اس-۵۱-دی، اس‌تی‌اس-۶۱-بی حضور داشته است.